# Шумна
Шумна (рум. Șumna) — село в Ришканському районі Молдови. Адміністративний центр однойменної комуни, до складу якої також входять села Булгак та Чеперія.
Більшість населення — українці. Згідно з даними перепису 2004 року — 91 особа (85 %).